# Odorrana gigatympana
Espèce
Synonymes
- Rana gigatympana Orlov, Ananjeva & Ho, 2006

Statut de conservation UICN

 DD  : Données insuffisantes
Odorrana gigatympana est une espèce d'amphibiens de la famille des Ranidae.

## Répartition
Cette espèce est endémique de la province de Kon Tum dans le sud du Viêt Nam. Elle se rencontre entre 1 150 et 1 250 m d'altitude,.

## Publication originale
- Orlov, Ananjeva & Ho, 2006 : A new cascade frog (Amphibia: Ranidae) from central Vietnam. Russian Journal of Herpetology, vol. 13, no 2, p. 155-163.